# Pleasant View, Pennsylvania
Pleasant View är en så kallad census-designated place i Armstrong County i Pennsylvania. Vid 2020 års folkräkning hade Pleasant View 677 invånare.